# 케네스 브래나
케네스 브래나 경(영어: Sir Kenneth Branagh, 1960년 12월 10일 ~ )은 영국의 배우, 영화 감독이다. 왕립연극학교에서 교육 받았고, 2015년부터 리처드 애튼버러 뒤를 이어 총장을 맡고 있다.
브래나는 《헨리 5세》(1989, 아카데미 감독상·남우주연상 후보), 《헛소동》(1993), 《오델로》(1995), 《햄릿》(1996, 아카데미 각본상 후보), 《사랑의 헛수고》(2000), 《당신 좋으실 대로》(2006) 등 윌리엄 셰익스피어 희곡을 각색한 영화들을 연출하거나 연기해왔다.

## 작품 목록

### 영화 연출
| 연도 | 제목                       | 원제                         | 연출 | 각본 | 제작 | 출연 |
| ---- | -------------------------- | ---------------------------- | ---- | ---- | ---- | ---- |
| 1989 | 헨리 5세                   | Henry V                      | O    | O    |      | O    |
| 1991 | 환생                       | Dead Again                   | O    |      |      | O    |
| 1992 | 피터의 친구들              | Dead Again                   | O    |      | O    | O    |
| 1992 | 백조의 노래                | Swan Song                    | O    |      |      | O    |
| 1993 | 헛소동                     | Much Ado About Nothing       | O    | O    | O    | O    |
| 1994 | 프랑켄슈타인               | Mary Shelley's Frankenstein  | O    |      |      | O    |
| 1996 | 햄릿                       | Hamlet                       | O    | O    |      | O    |
| 2000 | 사랑의 헛수고              | Love's Labour's Lost         | O    | O    | O    | O    |
| 2006 | 당신 좋으실 대로           | As You Like It               | O    | O    | O    |      |
| 2007 | 추적                       | Sleuth                       | O    |      | O    | O    |
| 2011 | 토르: 천둥의 신            | Thor                         | O    |      |      |      |
| 2014 | 잭 라이언: 코드네임 쉐도우 | Jack Ryan: Shadow Recruit    | O    |      |      | O    |
| 2014 | 신데렐라                   | Cinderella                   | O    |      |      |      |
| 2017 | 오리엔트 특급 살인         | Murder on the Orient Express | O    |      | O    | O    |
| 2020 | 아르테미스 파울            | Artemis Fowl                 | O    |      | O    |      |
| 2021 | 벨파스트                   | Belfast                      | O    | O    | O    |      |
| 2022 | 나일 강의 죽음             | Death on the Nile            | O    |      | O    | O    |
| 2023 | 베니스 유령 살인사건       | A Haunting in Venice         | O    |      | O    | O    |

### 영화 출연
- 불의 전차 (1981)
- 헨리 5세 (1989)
- 환생 (1991)
- 피터의 친구들 (1992)
- 헛소동 (1993)
- 스윙 재즈 (1993)
- 프랑켄슈타인 (1994) - 빅터 프랑켄슈타인 역
- 오델로 (1995)
- 햄릿 (1996)
- 진저브레드 맨 (1998)
- 셀러브리티 (1998)
- 와일드 와일드 웨스트 (1999)
- 사랑의 헛수고 (2000)
- 엘도라도 (2000) - 목소리
- 컨스피러시 (2001)
- 토끼 울타리 (2002)
- 해리 포터와 비밀의 방 (2002)
- 모래요정과 아이들 (2004)
- 추적 (2007)
- 작전명 발키리 (2008) - 헤닝 폰 트레슈코프 역
- 락앤롤 보트 (2009) - 앨리스터 도먼디 경 역
- 마릴린 먼로와 함께한 일주일 (2011) - 로런스 올리비에 경 역
- Stars in Shorts (2012) - 마크 스노 역
- 잭 라이언: 코드네임 쉐도우 (2014)
- 덩케르크 (2017) - 볼턴 사령관 역
- 오리엔트 특급 살인 (2017) - 에르퀼 푸아로 역
  - 나일 강의 죽음 (2022)
  - 베니스 유령 살인사건 (2023)
- 어벤져스: 인피니티 워 (2018)
- 테넷 (2020) - 사토르 역
- 파이어하트 (2022) - 숀 놀런 역 (애니메이션)
- 오펜하이머 (2023) - 닐스 보어 역

### 텔레비전 출연
- 월랜더 (2008-16) - 커트 월랜더 역

## 서훈
- 2012년 기사작위(Knight Bachelor) 서임[1]